# Jean Patou
Cet article concerne le couturier Jean Patou. Pour la Maison qu'il a créée, voir Patou (maison de mode française).
Pour l’article ayant un titre homophone, voir Jean Pattou.
Jean Patou, né le 27 septembre 1887 à Paris et mort le 8 mars 1936 à Paris, est un couturier et fabricant de parfums français, créateur de la maison de couture et de parfums qui porte son nom.

## Le couturier
Jean Alexandre Patou est né le 27 septembre 1887 à Paris (10e arrondissement) de Charles Casimir Patou et de Virginie Jeanne Grison. Son père dirige de 1888 à 1911 une chamoiserie à Énencourt-Léage (Oise) avant de poursuivre son activité à Villejuif. Jean Patou travaillera un temps aux côtés de son père avant de se tourner vers l'un de ses oncles exerçant la profession de fourreur auprès duquel il apprendra le métier. Cette expérience lui révèle alors son intérêt pour la mode. En octobre 1905, Jean Patou s'engage dans l'armée pour trois ans.
En 1910, il s'installe à Paris et décide d'ouvrir une maison de haute couture, au sein de laquelle il intègre un atelier de fourrures. En proie à des difficultés financières, cette première initiative se solde par un échec, mais Jean Patou réitère l'expérience en ouvrant en 1911 la « Maison Parry », un petit salon de couture situé au 4, rond-point des Champs-Élysées. Les débuts sont marqués par quelques balbutiements puisque Jean Patou ne suit pas totalement la tendance contemporaine mais initie une nouvelle mode tant par méconnaissance de « ce qui se fait » que par une vision avant-gardiste, la réception des modèles est alors aléatoire. Il en sera ainsi de sa première collection proposant de nombreuses vestes dans une époque où le goût privilégie les manteaux. Il n'empêche, bien que cette maison n'ait pas la prétention de s'élever au même niveau que les grands couturiers, Jean Patou parvient à séduire quelques actrices et demi-mondaines à l'instar de Geneviève Lantelme, Ève Lavallière ou encore Alyx de la Comédie Française en proposant des modèles plus simples et moins onéreux que ses concurrents. Il structure ainsi son carnet d'adresses. En 1913, un acheteur américain connu comme « l'aîné Liechtenstein », venu pour acquérir quelques modèles, repart finalement avec l'entièreté de la collection, prouvant l'intérêt grandissant que suscitent les créations de Jean Patou. Réciproquement, cet achat consolide la Maison Parry et le style Patou, et initie sa diffusion aux États-Unis.
Fort de ces premières faveurs, Jean Patou envisage d'agrandir sa maison et de l'installer dans un nouveau lieu, ainsi en 1914, il la transfère au 7, rue Saint-Florentin à proximité de la place de la Concorde dans un élégant hôtel particulier du XVIIIe siècle (il s'étendra par la suite au 9 et au 11). C'est à cette date que la maison prend le nom de Jean Patou & Cie et abrite tant l'atelier, les bureaux que les salons. À l'heure de la présentation de sa première collection, Patou est appelé au front, celle-ci ne verra alors jamais le jour. Après avoir participé à la Première Guerre mondiale comme capitaine dans un régiment de zouaves de l'armée d'Orient, basé aux Dardanelles (demandant à sa mère de lui expédier des cires, des brosses à reluire et de la benzine), Jean Patou rentre à Paris en 1919 et relance véritablement l'activité de sa maison restée officieusement ouverte durant les dernières années.
Du fait de la guerre, Patou développe une nouvelle vision des relations humaines qu'il va alors appliquer dans la gestion de sa maison. Depuis ses débuts, il s'était entouré de sa sœur Madeleine et de l'époux de celle-ci Raymond Barbas, auxquels s'ajoutent maintenant Georges Bernard responsable de la couture mais aussi Elsa Maxwell, figure de la « café society » dont le rôle sera de promouvoir l'image de la maison. Maurice Le Bolzer, son ordonnance pendant la guerre, devient par ailleurs son chef du personnel. Patou cherche à s'entourer, à collaborer pour se consacrer pleinement à son poste de directeur artistique tout en se nourrissant du travail en équipe. Il s'inquiète également du bien-être de ses employés et instaure de nouvelles conditions de travail : ainsi, ils bénéficient d'une mutuelle et à partir de 1920 de congés payés, enfin un système de délégués voit le jour au sein de la maison. Simultanément, la société d'après-guerre prône la liberté retrouvée, favorise le foisonnement entre divers milieux et de nouvelles habitudes de vie s'établissent comme le goût des déplacements et des séjours en province favorisé par l'essor de l'automobile. La femme devenue plus active et plus indépendante souhaite quant à elle préserver ces récents acquis, lesquels seront encouragés par le roman de Victor Margueritte La Garçonne paru en 1922.

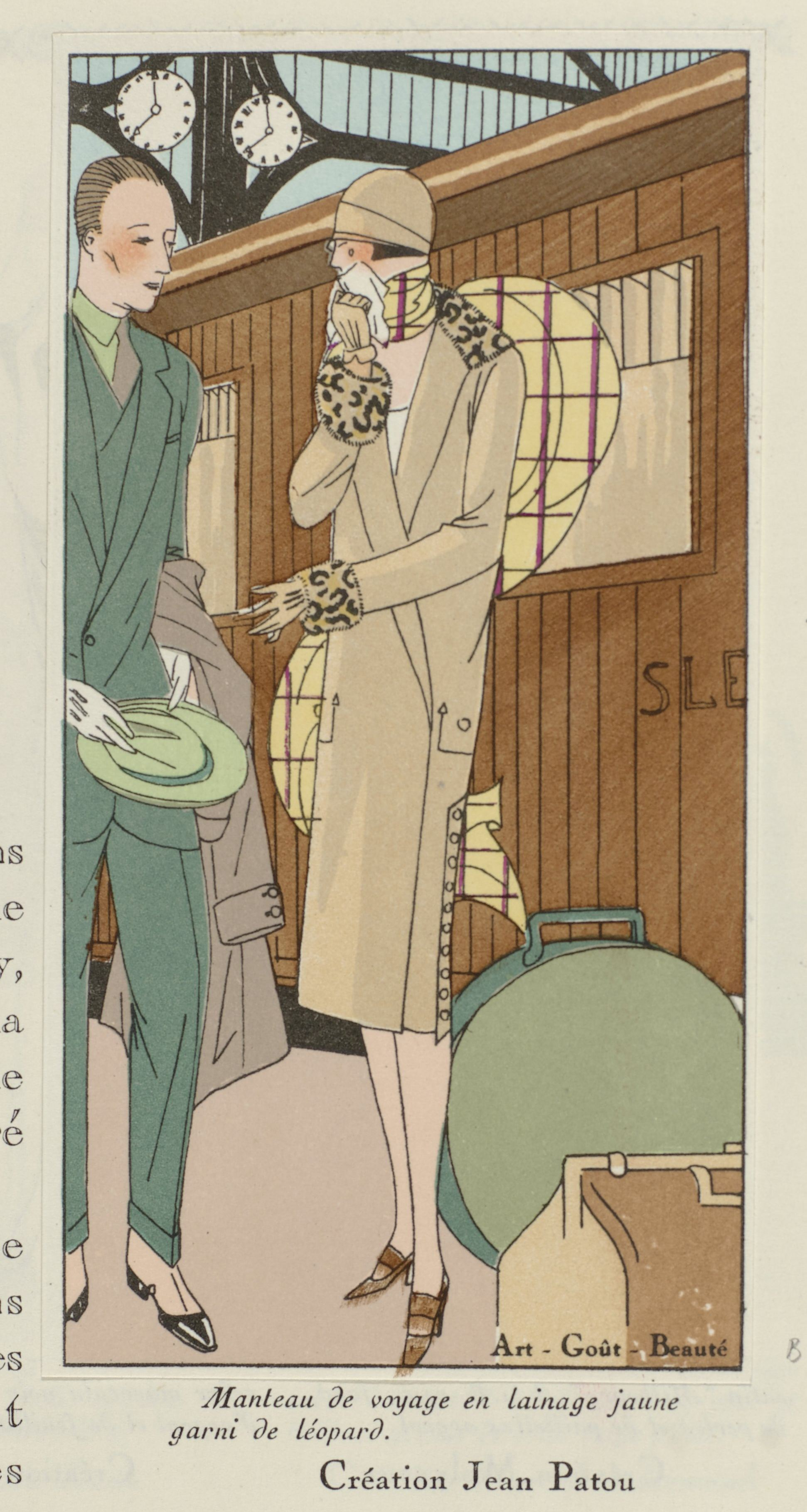
Illustration d'une création Jean Patou, Art - Goût - Beauté, février 1926.

Il organise des défiles de mode grandioses, avec spectacle musical. De 21 h à minuit défilent ainsi entre deux cents et trois cents modèles, devant un parterre d'actrices, de personnalités politiques ou du monde des affaires, assis autour de petites tables où on leur apporte du champagne, du foie gras et des cigarettes. Pour les acheteurs étrangers, en particulier américain, sont mis en place une présentation à part des créations de Patou, ces derniers acquérant les patrons contre rémunération, et les produiront dans leur pays en ajoutant le nom du couturier. En 1924, il part pour les États-Unis chercher des silhouettes plus conformes aux attentes des clientes américaines, plus sveltes. Jean Patou ouvre aussi des boutiques dans les villes françaises mondaines de l'époque, Deauville, Biarritz, Cannes ou encore Monte-Carlo. La crise économique de 1929 met un terme à l'expansion de la maison de couture, endettée, et Jean Patou doit fermer ses succursales de province. Il rebondit toutefois en lançant dans ce contexte particulier le parfum JOY, le parfum « le plus cher au monde ».

## À l'écoute de son temps
Dans la continuité de ses premiers modèles, Jean Patou entretient dans les années 1920 une ligne fluide et tubulaire empreinte de simplicité pour le jour tandis que les tenues du soir tout en offrant des matières soyeuses s'enrichissent de broderies, de drapés et bouillonnés pour jouer avec la lumière des dancings. Il n'empêche, en accord avec le désir de liberté des femmes et plus précisément de liberté de mouvement, ces tenues se voient raccourcies dévoilant davantage les jambes. Pour ces créations, Jean Patou puise dans le répertoire stylistique contemporain usant de réminiscences historiques : par la coupe, fluide pouvant évoquer les tenues antiques ou leur réinterprétation du début du XIXe siècle, par les matières, vaporeuses et légères avec l'emploi de la mousseline évoquant ces mêmes périodes ou plus travaillées formant nœuds et coques pour suggérer les modes plus romantiques du XIXe siècle, elles-mêmes se nourrissant des modes médiévales. Cette dernière inspiration s'illustre également par l'emprunt au vestiaire religieux à l'instar de la robe portée par Nicoleta Arrivabene lors de son mariage avec le comte Edoardo Visconti di Modrone le 28 novembre 1929 à Venise.

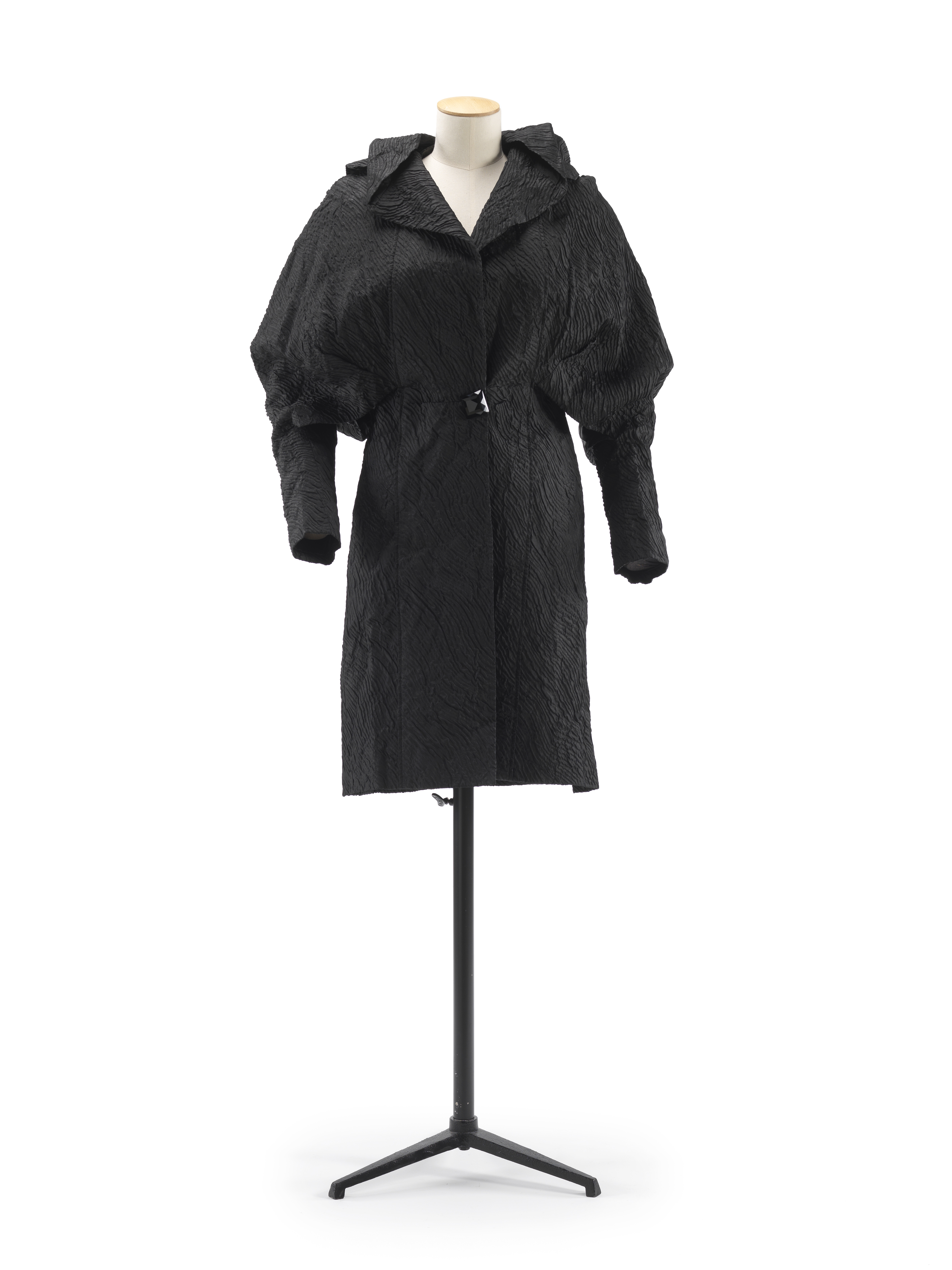
Manteau court en cloqué de rayonne noir, réalisé par la Maison Jean Patou en 1929.

L'influence exotique est également de mise notamment pour les tenues d'après-midi et du soir afin de leur donner davantage de fantaisie. Cette tendance se déploie de bien des manières puisque de nombreuses cultures s'incarnent comme sources d'inspiration. L'exotisme russe se traduit par l'emploi de broderies dont certaines sont d'ailleurs produites par la société Kitmir fondée par la duchesse Marie Pavlovna de Russie, par la coupe rappelant les blouses traditionnelles ou plus simplement par certains noms de modèles tels Carina en 1922 ou Tatiana en 1924. Des étoffes employées telles que les velours de soie ou les lamés tout comme les coupes s'inspirant des caftans et capes ne sont pas sans rappeler l'influence du Moyen-Orient. D'autres motifs comme les médaillons ou plus distinctement ceux des chinoiseries, notamment visibles sur le modèle Nuit de Chine de 1922 évoquent bien entendu le pays homonyme. Enfin, certaines créations rappelant la coupe des kimonos et/ou des saris puisent respectivement dans le vestiaire japonais et indien comme le prouvent une collection de « pyjamas » des années 1930.
Avec ces sources d'inspiration, Jean Patou répond pleinement au goût de l'époque et surtout s'accorde avec la création contemporaine, cependant son avant-gardisme des années 1910 l'anime toujours. Il va ainsi s'illustrer dans la mode comme un créateur novateur, précisément grâce à sa compréhension des envies et des besoins latents. Patou comprend d'une part qu'avec l'essor des loisirs, du sport et des activités de plein air, un vestiaire plus adapté doit naître. D'autre part, sa proximité avec Raymond Barbas, son collaborateur mais aussi ancien champion de tennis, lui permet d'aller à la rencontre du monde sportif au sein duquel il comprend que, là aussi, un équipement plus adapté s'impose. Conscient de ces enjeux, Patou y répond tout d'abord en 1921 en habillant Suzanne Lenglen lors d'une compétition à Wimbledon. Celle-ci apparaît vêtue d'une jupe plissée s'arrêtant aux genoux, d'un chandail sans manches et d'un bandeau dans les cheveux, rangeant au placard les nombreux jupons longs, le corsage et le chapeau.

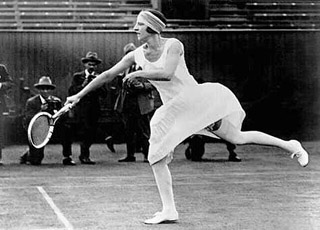
Suzanne Lenglen, la divine.

Qu'elle soit appréciée ou décriée, cette tenue « révolutionnaire » parvient à séduire la gent féminine, si bien que l'année suivante, à l'automne, Patou intègre pour la première fois dans sa collection une gamme de vêtements de sports et de plein air. Patou comprend très vite la nécessité de diversifier ce vestiaire, en proposant tant des modèles pour le tennis, le ski et le bain que pour les clientes non-sportives désireuses d'accéder à cette simplicité vestimentaire.
De cette attente, Jean Patou va concevoir des robes, des jupes et des vestes pour celles qui veulent « avoir l'allure de » mais surtout il va innover dans leur conception. Diffusant largement le jersey offrant une aisance corporelle tout comme la jupe plissée, concevant une tenue complète avec sweater et gilet coordonnés — on parle alors de twin-set — mais aussi combinables entre eux, proposant une accessoirisation de ces ensembles avec des foulards assortis et usant d'un répertoire géométrique moderne évoquant le cubisme, Patou instaure à la fois un style sportif, élégant à la diversité vestimentaire élargie et une nouvelle manière de vivre le vêtement. L'engouement pour cette mode est telle qu'en 1925, est inauguré Le Coin des Sports au sein de la maison. Il crée aussi Le Coin des riens, où il propose des accessoires, des bijoux de fantaisie et de la véritable joaillerie.
Jean Patou est également le premier à apposer sur ses créations un monogramme composé de ses initiales « JP ». En 1927, il lance l'huile de Chaldée, qui préfigure la crème solaire. Dans sa boutique parisienne, il installe un bar où les clients peuvent boire pendant les essayages. Autre innovation, une ligne baptisée Sex Appel, qui propose des savons, fards, vernis à ongle, ou encore maquillage qui souligne un nouveau bouleversement sociologique, consistant en se maquiller en plein jour, harmonisant par ailleurs les garde-robe qu'il propose à la vente et compensant aussi l'allure masculine des vêtements portés.
La dessinatrice Madeleine Louise Jeannest a travaillé à ses côtés.

### La parfumerie
En 1923, avec son beau-frère Raymond Barbas il crée la division parfums de sa société de couture. En 1925 ils sont rejoints par le parfumeur grassois Henri Alméras, en tant que maître parfumeur. Jean Patou crée trois parfums baptisés Amour-Amour, Que sais-je ? et Adieu sagesse respectivement dédiés aux blondes, aux brunes et aux rousses. Puis, en 1929, Henri Alméras compose Moment suprême. En 1929 également, il lance Le Sien, le premier parfum unisexe. En 1928, Jean Patou ouvre son usine de parfums de Saint-Ouen.
En 1930, Jean Patou demanda à Henri Alméras de lui créer un parfum unique. La fragrance fut composée d'essences de rose et de jasmin dans des proportions particulièrement importantes : il fallait plus de 10 000 fleurs de jasmin de Grasse et 28 douzaines de roses (roses de mai de Grasse « Rosa centifolia » et roses de Bulgarie) pour obtenir trois centilitres de parfum. Le prix de cette composition rendait sa commercialisation très risquée alors que sévissait la crise économique qui suivit le krach de 1929. Jean Patou lança cette création sous le nom JOY et utilisa le slogan particulièrement audacieux que lui avait suggéré son amie et conseillère, la chroniqueuse américaine Elsa Maxwell : Joy, le parfum le plus cher au monde (the costliest perfume in the world).

### Vie privée et mort

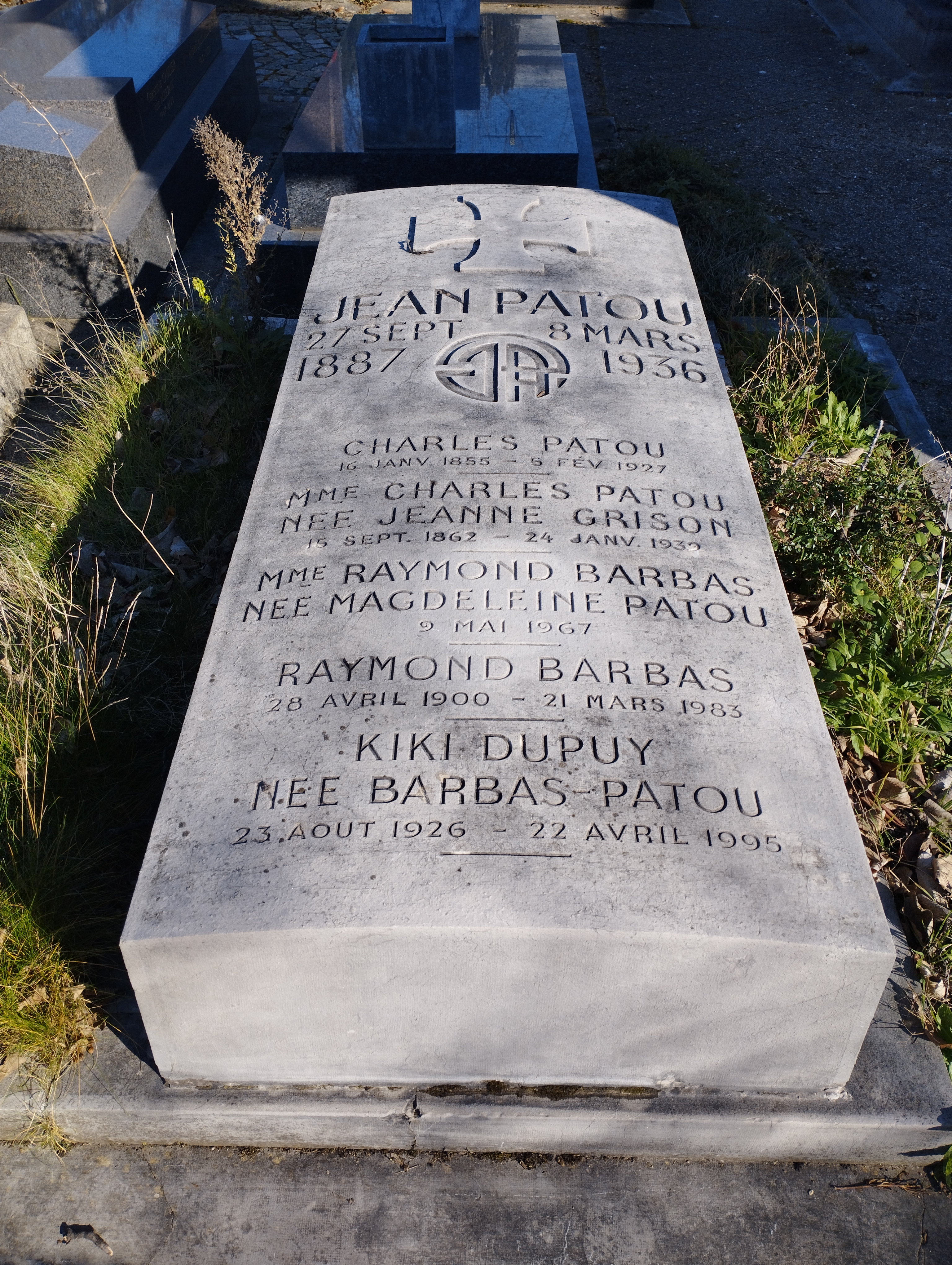
Tombe de Jean Patou au cimetière de Passy (division 10).

Amant de nombreuses femmes, resté célibataire, il possédait la villa Casablanca à Biarritz, construite en 1922 par Guillaume Tronchet et rachetée à Paul Poiret.
Jean Patou meurt prématurément en 1936 d'une crise d'apoplexie alors qu'il n'a que 48 ans ; il est inhumé au cimetière de Passy, 10e division.

### Postérité
Après sa mort, la maison de couture accueille plusieurs stylistes qui y font leurs débuts : Marc Bohan, puis Karl Lagerfeld, puis Jean Paul Gaultier et enfin Christian Lacroix. En 1987, après le départ de Christian Lacroix (appelé à créer la maison éponyme au sein du groupe LVMH) et des petites mains parties travailler avec ce dernier, la maison de haute couture Jean Patou cesse définitivement son activité. L'activité parfums continue néanmoins à se développer.
La société Jean Patou est rachetée en 2001 par « Prestige Beauté », filiale du groupe Procter & Gamble. En 2011, Designer Parfums Ltd, filiale du groupe familial SHANEEL, achète le portefeuille Jean Patou à Procter & Gamble.
En 2018, Designer Parfums Ltd confirme un partenariat stratégique avec Bernard Arnault / LVMH, partageant ainsi les droits sur le patrimoine « Jean Patou ».
À la suite de l'annonce de ce partenariat, LVMH ouvre une nouvelle maison de couture baptisée Patou et y nomme Guillaume Henry (précédemment chez Carven et Nina Ricci) à la direction artistique. La première collection de cette nouvelle maison Patou est présentée en septembre 2019.